# Vlastimir Vukadinović
Vlastimir Vukadinović (n. 13 februarie 1982,la Belgrad, Serbia) este un antrenor sârb de baschet, care a reușit să promoveze echipa CS Concordia Chiajna pentru prima dată în istoria sa în Liga Națională. A câștigat 21 dintre cele 24 de meciuri oficiale avute în Liga 1 de-a lungul sezonului 2012/13, fără să piardă vreodată pe propria arenă. Prin această promovare a devenit al treilea cel mai tânăr antrenor din baschetul românesc care duce o echipă în prima divizie națională.
A început sezonul 2013/14 din postura de director sportiv, însă în etapa a șasea a revenit pe banca tehnică, o săptămână mai târziu reușind prima victorie din istoria clubului în Liga Națională, 75-71 împotriva lui BC Timba Timișoara.